# Bardai
Bardai (en árabe: برداي‎) es un pequeño pueblo y oasis en el extremo norte de Chad. Es el pueblo principal de la Región de Tibesti, que fue reformado en 2008 de la Región de Borkou-Ennedi-Tibesti.

## Historia
El primer europeo que reportó a Bardai fue el explorador alemán Gustav Nachtigal. Llegó a Bardai el 8 de agosto de 1869, pero tuvo que huir el 3-4 de septiembre debido a la actitud hostil de la población tubu local. La ciudad fue invadida por los turcos en torno a 1908, y para 1911 tenían 60 hombres y seis cañones en Bardai.
Bardai llamó la atención internacional en 1974, cuando un grupo rebelde, liderado por Hissène Habré, atacó la ciudad y capturó al arqueólogo francés, Françoise Claustre, y otros dos ciudadanos europeos. Los rebeldes establecieron una estación de radio antifrancesa en Bardai durante la guerra civil, que se conoce como la "Voz de la Liberación del Chad", o Radio Bardai. Un gobierno de la oposición liderada por Goukouni Oueddei se estableció aquí con el respaldo militar de Libia en la década de 1980. En diciembre de 1986, las fuerzas de Habré atacaron a los libios en Bardai.